# ガブリエル・アレハンドロ・キンジョウ
ガブリエル・アレハンドロ・アキオ・キンジョウ（Gabriel Alejandro Akio Kinjo、1973年12月2日 - ）は、アルゼンチン出身の元サッカー選手。現役時代のポジションは、FW。

## 所属クラブ
- 1994年 - 1995年  デポルティーボ・イタリアーノ（スペイン語版）
- 1996年  CDMレアンドロ・N・アレム（スペイン語版）
- 1997年  CAコレヒアレス（スペイン語版）
- 1997年 - 1998年  CAオール・ボーイズ
- 1998年 - 1999年  CAコレギアレス（スペイン語版）
- 1999年 - 2000年  CAヌエバ・チカゴ（スペイン語版）
- 2001年 - 2002年  クルブ・テクニコ・ウニベルシタリオ（スペイン語版）
- 2003年  CDサキシリ（スペイン語版）
- 2004年  CDムニシパル・リメーニョ（スペイン語版）
- 2004年  ADムニシパル・リベリア（スペイン語版）
- 2005年  プンタレナスFC
- 2006年  ムニシパル・リベリア
- 2008年  デッツォーラ島根E.C
- 2008年  クラブ・アトレティコ・横浜

## 個人成績
| 国内大会個人成績 | 国内大会個人成績 | 国内大会個人成績 | 国内大会個人成績 | 国内大会個人成績 | 国内大会個人成績 | 国内大会個人成績 | 国内大会個人成績 | 国内大会個人成績 | 国内大会個人成績 | 国内大会個人成績 | 国内大会個人成績 |
| 年度             | クラブ           | 背番号           | リーグ           | リーグ戦         | リーグ戦         | リーグ杯         | リーグ杯         | オープン杯       | オープン杯       | 期間通算         | 期間通算         |
| 年度             | クラブ           | 背番号           | リーグ           | 出場             | 得点             | 出場             | 得点             | 出場             | 得点             | 出場             | 得点             |
| 日本             | 日本             | 日本             | 日本             | リーグ戦         | リーグ戦         | リーグ杯         | リーグ杯         | 天皇杯           | 天皇杯           | 期間通算         | 期間通算         |
| ---------------- | ---------------- | ---------------- | ---------------- | ---------------- | ---------------- | ---------------- | ---------------- | ---------------- | ---------------- | ---------------- | ---------------- |
| 2008             | D島根            | 9                | 中国             |                  |                  | -                | -                |                  |                  |                  |                  |
| 通算             | 日本             | 日本             | 中国             |                  |                  | -                | -                |                  |                  |                  |                  |
| 総通算           | 総通算           | 総通算           | 総通算           |                  |                  | -                | -                |                  |                  |                  |                  |